# Мэттьюз, Эй Джей
Эй Джей Мэ́ттьюз (англ. A. J. Matthews; 23 января 1988, Сан-Диего) — американский боец смешанного стиля, выступающий полусредней весовой категории. Участвует в профессиональных боях ММА начиная с 2007 года, известен по турнирам таких бойцовских организаций как Bellator, Strikeforce, KOTC, Rizin FF и др.

## Биография
Эй Джей Мэттьюз родился 23 января 1988 года в городе Сан-Диего, штат Калифорния.
Дебютировал в смешанных единоборствах в 2007 году, своего первого соперника Дениэла Моралеса победил техническим нокаутом во втором раунде на турнире Total Combat в Юме. Дрался в основном в местных калифорнийских промоушенах, таких как King of the Cage и Gladiator Challenge. Одержав несколько побед, в 2011 году подписал контракт с престижной бойцовской организацией Strikeforce, где, тем не менее, потерпел первое в карьере поражение — был нокаутирован в первом же раунде Херманом Террадо.
Начиная с 2011 года Мэттьюз активно выступает в крупном американском промоушене Bellator, начал здесь с двух побед над Руди Бирсом и Чарли Радером, но затем раздельным судейским решением проиграл Дому О’Грэйди. В 2013 году участвовал в бойцовском реалити-шоу Fight Master: Bellator MMA. В отборочном поединке шоу в первой серии, где на кону стояло право выбрать одного из четырёх тренеров, Мэттьюз взял верх над Деррилом Соббом единогласным решением судей, после чего выбрал в качестве тренера Рэнди Кутюра. В седьмой серии на стадии 1/16 финала встречался с борцом Эриком Бредли, чемпионом США среди студентов, и проиграл ему единогласным решением.
В 2014 году Эй Джей Мэттьюз продолжил принимать участие в профессиональных рейтинговых боях Bellator, единогласным решением уступил Белалу Мухаммаду, техническим нокаутом в первом раунде победил Кайла Болта. В следующем году досрочно победил Эмилиано Сорди и побывал на турнире Rizin fighting federation в Японии, где в первом же раунде был нокаутирован россиянином Анатолием Токовым. В 2016 году на Bellator 156 единогласным решением судей потерпел поражение от Бена Райтера.
После четырёх поражений подряд в январе 2018 года выиграл раздельным решением у опытного Кендалла Гроува.

## Статистика в профессиональном ММА
| Боёв 18  | Побед 9 | Поражений 9 |
| -------- | ------- | ----------- |
| Нокаутом | 6       | 5           |
| Решением | 3       | 4           |

| Результат | Рекорд | Соперник       | Способ                       | Турнир                      | Дата            | Раунд | Время | Место             | Примечание                        |
| --------- | ------ | -------------- | ---------------------------- | --------------------------- | --------------- | ----- | ----- | ----------------- | --------------------------------- |
| Поражение | 9-9    | Дэвид Рикелс   | TKO (удар рукой)             | Bellator 219                | 29 марта 2019   | 2     | 3:24  | Темекьюла, США    |                                   |
| Поражение | 9-8    | Логан Сторли   | TKO (удары)                  | Bellator 204                | 17 августа 2018 | 2     | 3:56  | Су-Фоллс, США     |                                   |
| Победа    | 9-7    | Кендалл Гроув  | Раздельное решение           | Bellator 193                | 26 января 2018  | 3     | 5:00  | Темекьюла, США    |                                   |
| Поражение | 8-7    | Андре Фиалью   | Раздельное решение           | Bellator 181                | 14 июля 2017    | 3     | 5:00  | Такервилл, США    | Бой в полусреднем весе.           |
| Поражение | 8-6    | Хисаки Като    | TKO (удары руками)           | Bellator 162                | 21 октября 2016 | 1     | 4:58  | Мемфис, США       |                                   |
| Поражение | 8-5    | Бен Райтер     | Единогласное решение         | Bellator 156                | 17 июня 2016    | 3     | 5:00  | Фресно, США       |                                   |
| Поражение | 8-4    | Анатолий Токов | KO (удар рукой)              | Rizin FF: Saraba no Utake   | 29 декабря 2015 | 1     | 0:55  | Сайтама, Япония   |                                   |
| Победа    | 8-3    | Эмилиано Сорди | TKO (остановлен секундантом) | Bellator 141                | 28 августа 2015 | 1     | 5:00  | Темекьюла, США    |                                   |
| Победа    | 7-3    | Кайл Болт      | TKO (удары руками)           | Bellator 131                | 15 ноября 2014  | 1     | 1:39  | Сан-Диего, США    |                                   |
| Поражение | 6-3    | Белал Мухаммад | Единогласное рашение         | Bellator 112                | 14 марта 2014   | 3     | 5:00  | Хаммонд, США      |                                   |
| Поражение | 6-2    | Дом О’Грэйди   | Раздельное решение           | Bellator 76                 | 12 октября 2012 | 3     | 5:00  | Виндзор, Канада   |                                   |
| Победа    | 6-1    | Чарли Радер    | KO (соккер-кик)              | Bellator 70                 | 25 мая 2012     | 2     | 3:34  | Новый Орлеан, США |                                   |
| Победа    | 5-1    | Руди Бирс      | Единогласное решение         | Bellator 53                 | 8 октября 2011  | 3     | 5:00  | Майами, США       | Бой в промежуточном весе (175 lb) |
| Поражение | 4-1    | Херман Террадо | KO (удар рукой)              | Strikeforce: Diaz vs. Daley | 9 апреля 2011   | 1     | 4:16  | Сан-Диего, США    |                                   |
| Победа    | 4-0    | Шон Чойс       | TKO (удары руками)           | PWP: War on the Mainland    | 14 августа 2010 | 2     | 3:54  | Ирвайн, США       |                                   |
| Победа    | 3-0    | Девид Гомес    | Единогласное решение         | KOTC: Excessive Damage      | 13 мая 2010     | 3     | 3:00  | Хайленд, США      |                                   |
| Победа    | 2-0    | Адам Фигурский | KO (удары руками)            | Gladiator Challenge: Venom  | 23 апреля 2009  | 1     | 0:23  | Паума-Вэлли, США  |                                   |
| Победа    | 1-0    | Дениэл Моралес | TKO (удары руками)           | Total Combat 19             | 31 марта 2007   | 2     | N/A   | Юма, США          |                                   |